# Maruhana
Maruhana är en udde i Antarktis. Den ligger i Östantarktis. Norge gör anspråk på området.
Terrängen inåt land är platt åt nordost, men söderut är den kuperad. Havet är nära Maruhana åt nordväst. Trakten är obefolkad. Det finns inga samhällen i närheten. 